# Bruno Ahrends

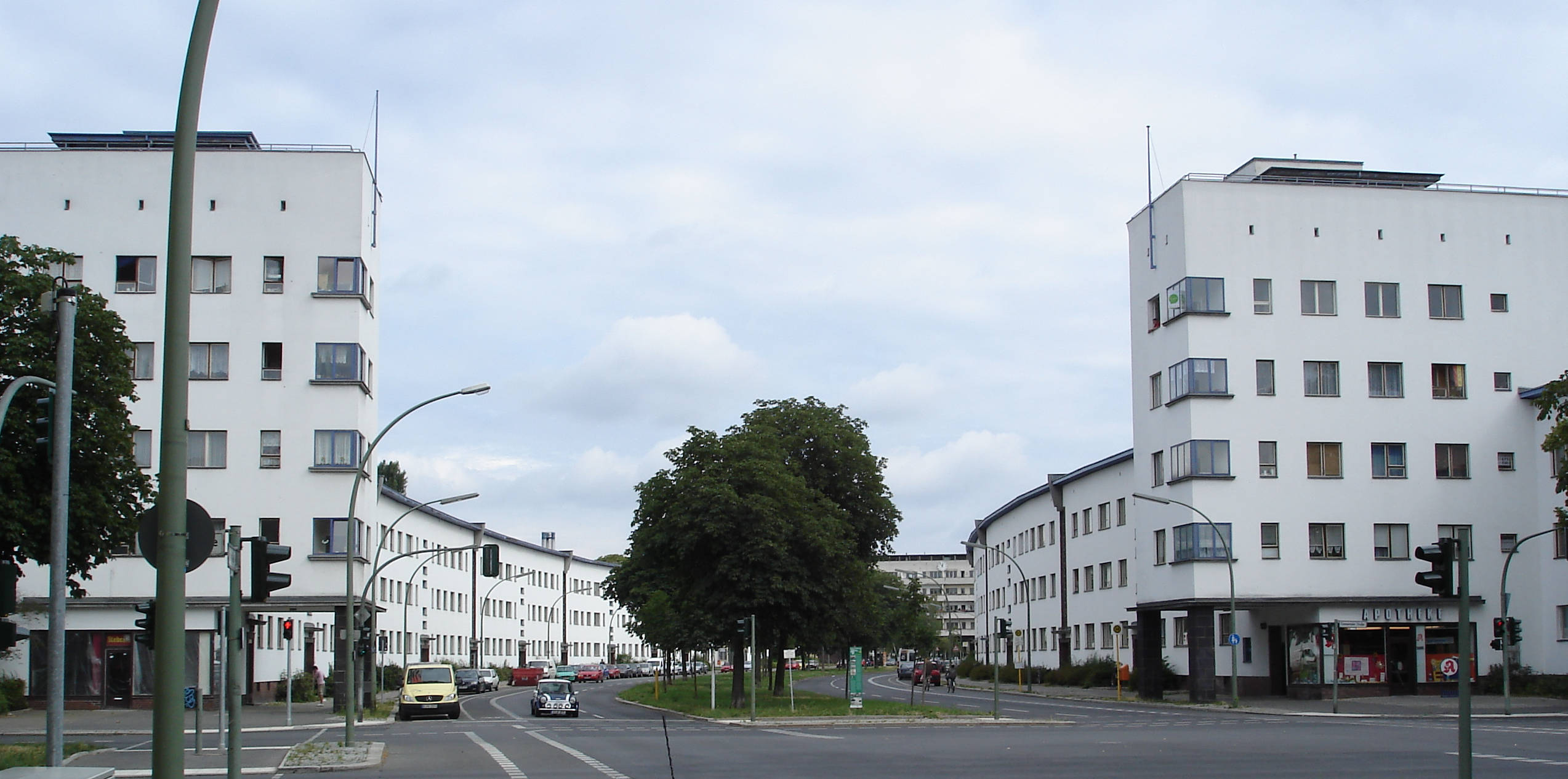
Weiße Stadt. Aroser Allee

Bruno Ahrends (1878–1948), nacido como Bruno Arons en Berlín, Alemania, el 9 de abril de 1878, fue un arquitecto alemán reconocido internacionalmente, que trabajó sobre todo en Berlín, Alemania. Fue representante de las urbanizaciones de estilo moderno de Berlín desde antes de la Primera Guerra Mundial y durante la República de Weimar. La mayoría de sus creaciones están actualmente bajo la gestión del patrimonio cultural de Alemania, y algunas como la urbanización Weisse Stadt son parte del patrimonio mundial de la Humanidad. 

## Vida

### Familia

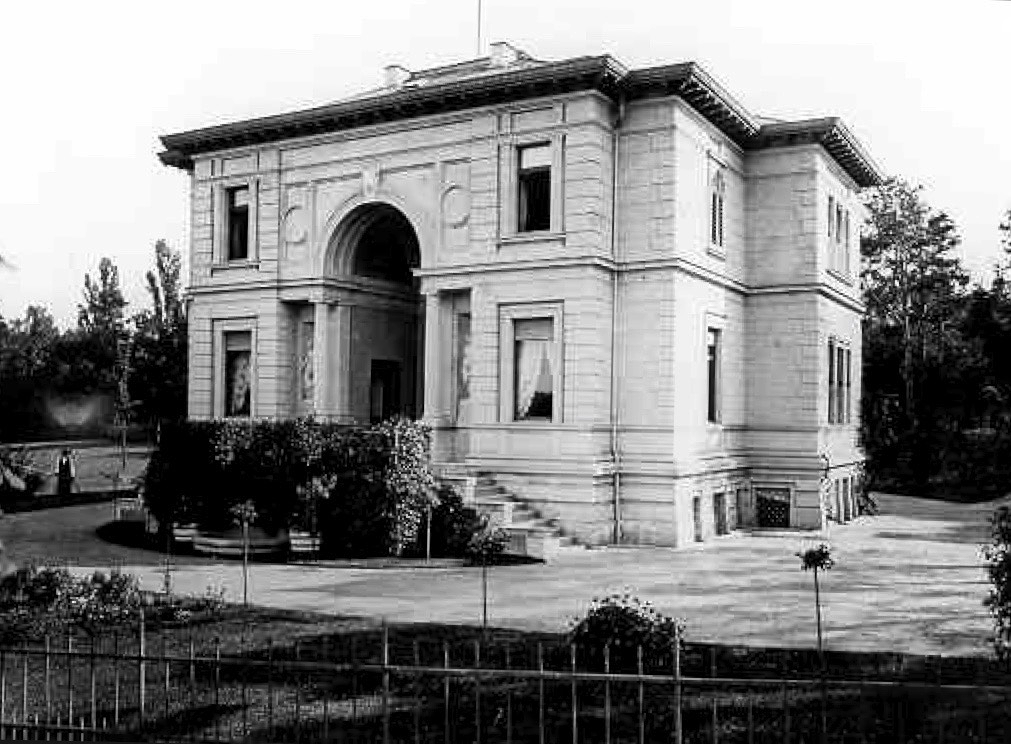
Villa Arons ubicada en el Großer Wannsee al suroeste de Berlín, donde Bruno Arons fue criado a partir de 1880

Bruno Arons era el hijo mayor del banquero berlinés Barthold Arons (1850–1933) y su esposa Bertha (1855–1932). Se crio en condiciones de manera acomodada en la Villa Arons, cerca del Großer Wannsee en el suroeste de la capital de Alemania. Tenía dos hermanos menores, Katharine (1879–1969) y Edmund (1883–1965). Su tío era el empresario, filántropo y mecenas de las artes, Henri James Simon. 
Debido a la asimilación cultural, en boga entre los judíos alemanes de las clases acomodadas, en 1904 cambió su apellido bíblico Arons por Ahrends, tal como suena Arons en alemán, posiblemente al mismo tiempo que él y sus hermanos se convirtieron al cristianismo. Ese mismo año se casó con Johanna Springer (1882–1970), nieta del editor alemán Julius Springer. Tuvieron tres hijos y una hija, Hans Peter Bruno Ahrends (1905–2001), Steffen Ahrends (1907–1992), quien también se convirtió en arquitecto, Marianne (1910–1994) y Gottfried Bruno (nacido en 1917).

### Formación
Ahrends quería estudiar Construcción naval en la Kaiserliche Werft en Kiel, pero en los astilleros imperiales se excluía cualquier participación de los judíos. Al visitar la ciudad alsaciana de Estrasburgo, Ahrends quedó tan impresionado con su impresionante Catedral gótica que decidió estudiar arquitectura. Estudió en la Universidad Técnica de Múnich y luego en la Technische Hochschule Charlottenburg. Después de graduarse en 1903, trabajó en prácticas en la administración, en las gestiones de obras públicas de construcción de las ciudades de Magdeburgo y Hannover. Durante ese tiempo, Ahrends completó su segundo examen de estado. 

### Obra

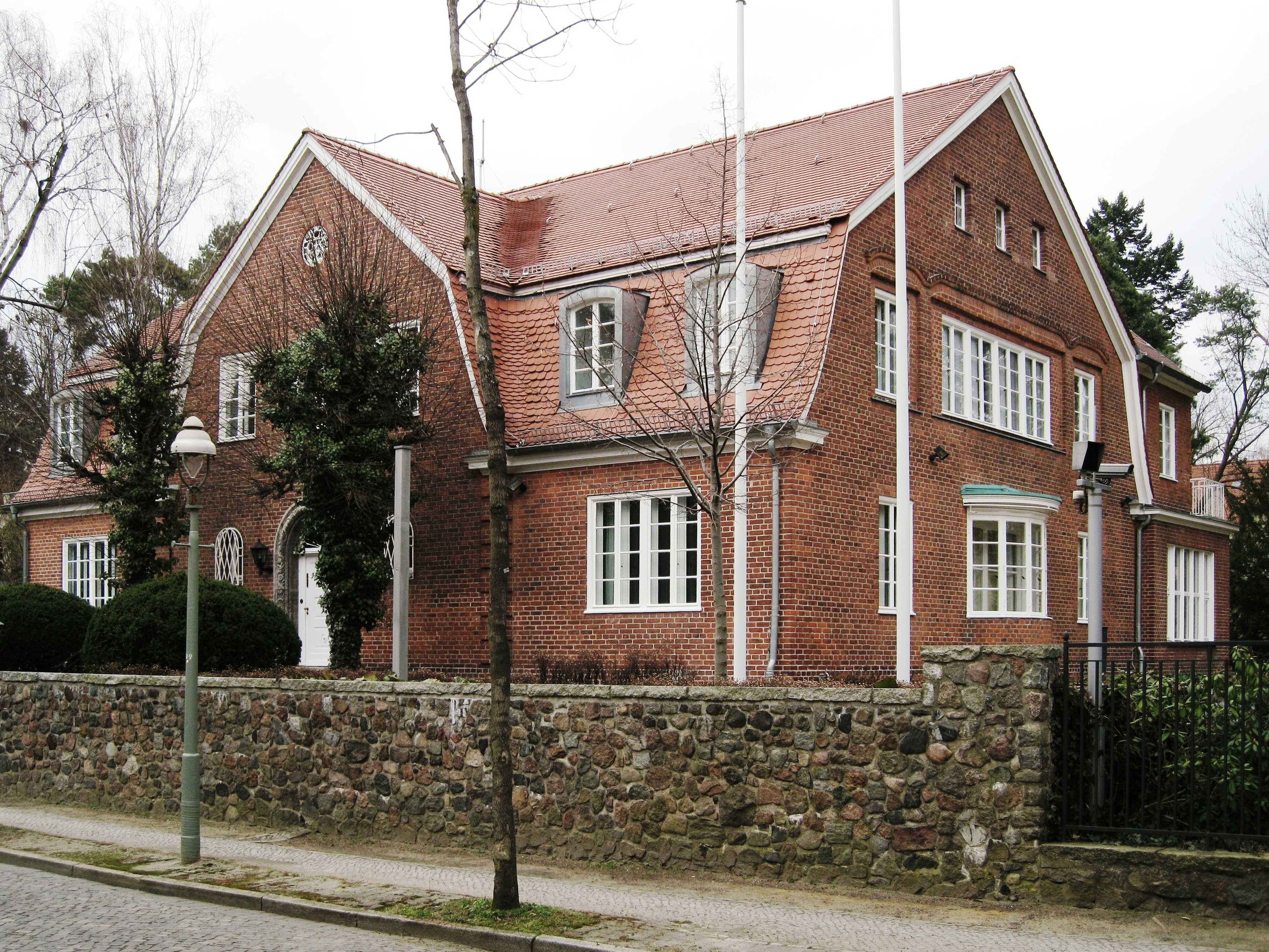
Casa de campo de la familia Ahrends, construida en 1911/12 en Berlín-Dahlem, su primer proyecto autónomo

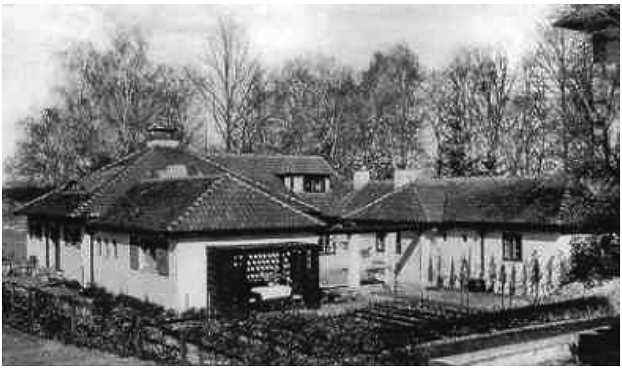
Segunda casa de campo de la familia Ahrends, construida entre 1921 y 1925 en la costa del Großer Wannsee en Berlín-Zehlendorf

Ahrends dejó los servicios civiles para establecerse como arquitecto en la capital de Alemania, donde el diseño de urbanizaciones y viviendas individuales era un negocio próspero y prestigioso. En 1911-12, su primer proyecto autónomo fue la casa de su propia familia, una casa de campo en el distrito de Dahlem, hoy utilizada como residencia del presidente del parlamento alemán. Incluso planeó su amplio patio trasero, construido en 1914. En 1917 vendió la casa a un banquero de Berlín. Después de la Segunda Guerra Mundial, se usó para la legación estadounidense en Berlín Occidental hasta 1991. Desde aproximadamente 1996 es la residencia de servicio del presidente del parlamento alemán Bundestag. A pesar de eso, entre 1999 y 2004 la propiedad fue utilizada por el presidente de Alemania, Johannes Rau y su familia.
Entre 1921 y 1925, Ahrends construyó una nueva casa de campo sin pretensiones, tipo cottage, para su familia. Estaba ubicada en el Großer Wannsee, en la finca de su padre, cerca de Villa Arons. Más tarde, planeó y construyó numerosos edificios residenciales y urbanizaciones en varios distritos de la capital de Alemania, Berlín. Su estilo arquitectónico pasó de un estilo tradicional a un estilo muy moderno en ese momento. Entre 1927 y 1928 planeó un edificio en Berlín-Wannsee, que fue utilizado por su amigo Hans Krüger (1884-1945), un direcivo del ministerio de agricultura, conservación y silvicultura de Prusia. Esta casa cúbica fue residencia del presidente de Alemania, Heinrich Lübke, durante sus estancias en el oeste de Berlín entre 1959 y 1969.

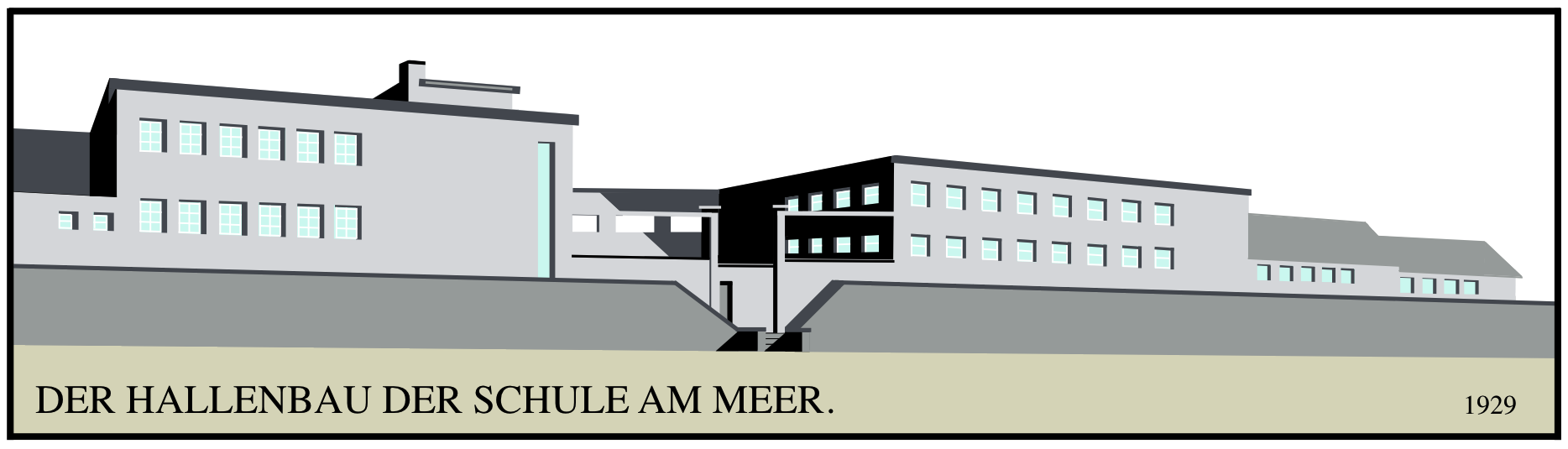
1929: Proyecto para un teatro multifuncional de la escuela de pedagogía progresista Schule am Meer en la isla alemana de Juist

Entre 1929 y 1931, Ahrends planeó y construyó una sala de teatro multifuncional en la isla alemana de Juist para la escuela progresista Schule am Meer. En Alemania era la única sala de teatro de una escuela. En referencia al juego de roles de William Shakespeare, su escenario estaba abierto a todos los lados y no estaba separado del auditorio. Martin Luserke, el fundador y director de la escuela, lo usó para el teatro amateur de sus estudiantes, que fue reconocido en todo el país. La sala de teatro de la escuela también estaba destinada a ser un puesto de capacitación a nivel nacional para maestros de teatro amateur. 
Ahrends pudo trabajar como arquitecto hasta 1935, cuando el gobierno nazi ordenó una descalificación profesional general a través de Berufsverbot para los judíos y otros enemigos del régimen. En 1936 voló a Italia. Desde allí llegó a Gran Bretaña en 1939, donde vivió sin trabajo en pésimas condiciones. Como posible enemigo extranjero, fue detenido en el campo de internamiento de Hutchinson en la Isla de Man, donde produjo borradores arquitectónicos para un reemplazo de todo el emplazamiento de Hutchinson. Después de la Segunda Guerra Mundial, emigró a Sudáfrica, donde vivían sus dos hijos. Murió poco después de su llegada. 

## Estilo

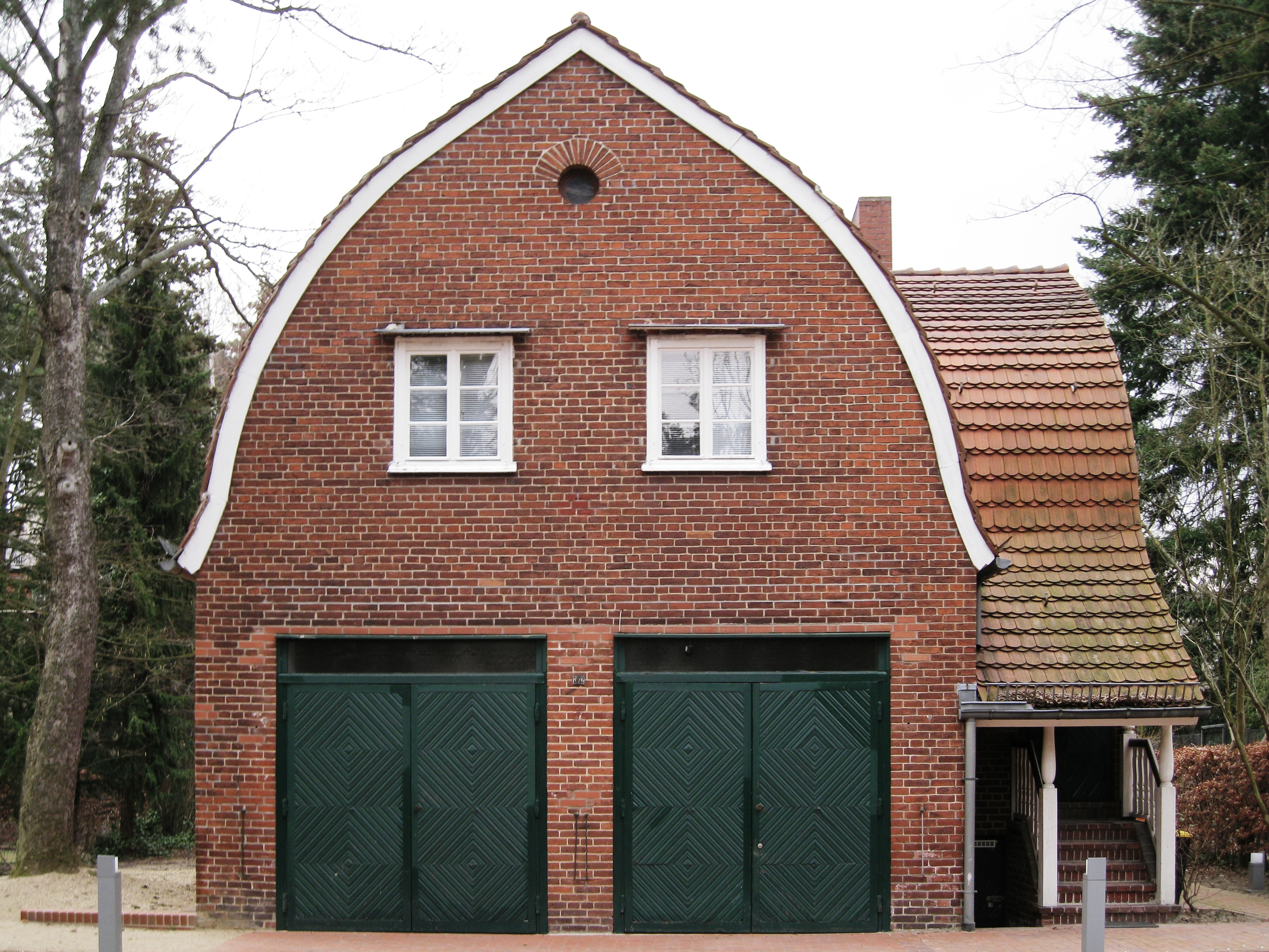
Casa del chofer con garaje doble de 1921/22, como extensión de su primer proyecto autónomo para su posterior propietario

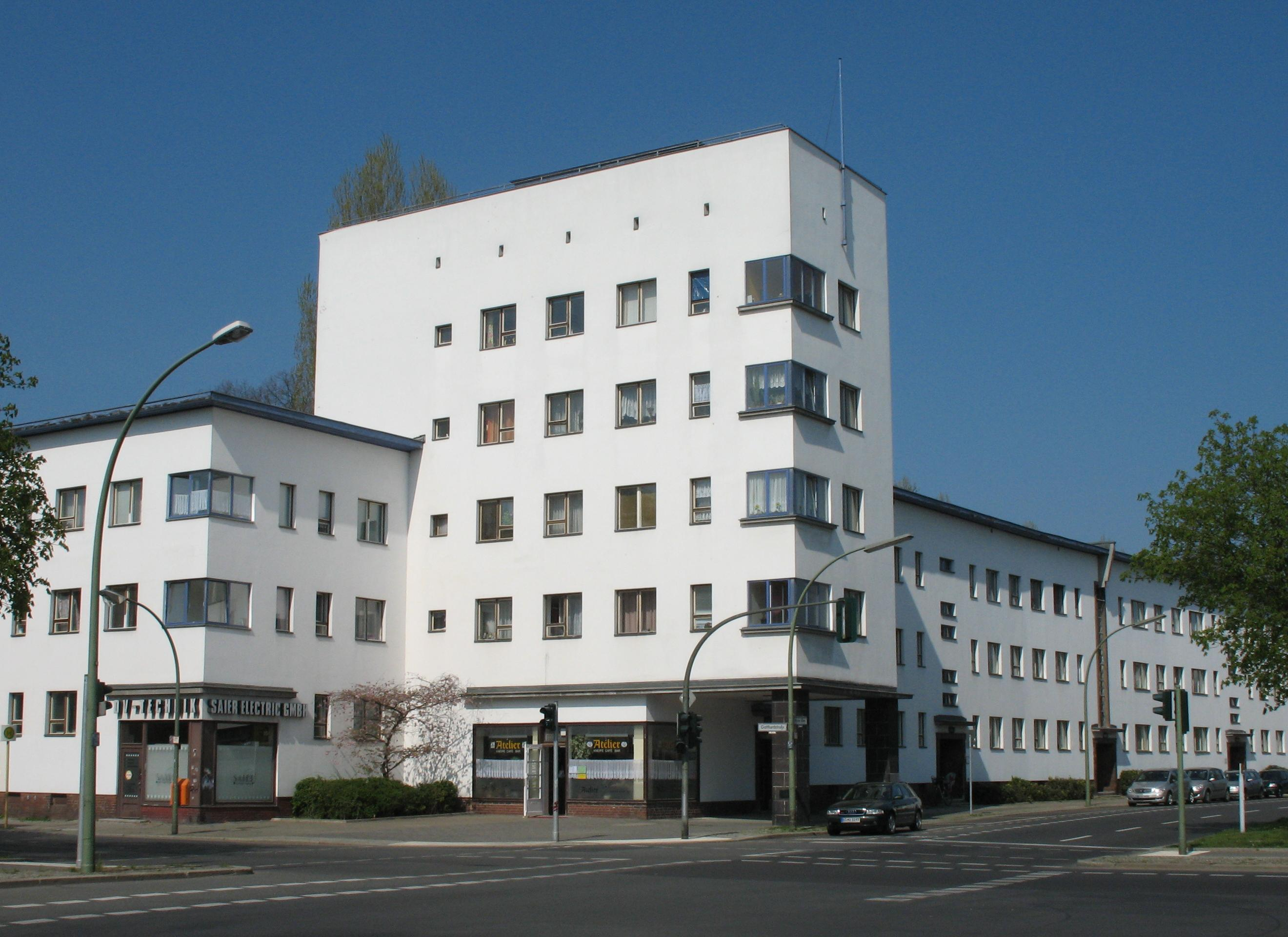
1929–31: Weiße Stadt : un ejemplo destacado de las edificaciones de estilo moderno de Berlín en el distrito de Reinickendorf

Los proyectos de Ahrends se centraban en los requisitos de los propietarios posteriores del edificio. Su estilo arquitectónico cambió significativamente entre 1911 y la década de 1930. Comenzó con un estilo de casa de campo que recordaba a los edificios en el norte de Alemania y los Países Bajos. Más tarde, su estilo que era anteriormente expresionista con adornos se simplificó cada vez más, en la línea también desarrollada por el genio de Mies van der Rohe y el grupo de Gropius. Como ellos decidió utilizar techos planos y formas cúbicas. 
En general, los techos planos eran problemáticos a principios de la década de 1920 y siguen siendo poco funcionales en países con climas como el de Alemánia. Los edificios cúbicos con techos planos fueron despreciablemente llamados moda de caja de cigarros por los ciudadanos. Esto condujo a discusiones donde Ahrends defendió esta estética arquitectónica. Obtuvo un destacado apoyo del alcalde de Berlín y de la junta asesora central de expertos. 
Actualmente la mayoría de sus edificios están bajo la gestión del patrimonio cultural, y su urbanización como parte del Weisse Stadt en Berlín-Reinickendorf está declarada Patrimonio de la Humanidad.

## Galería

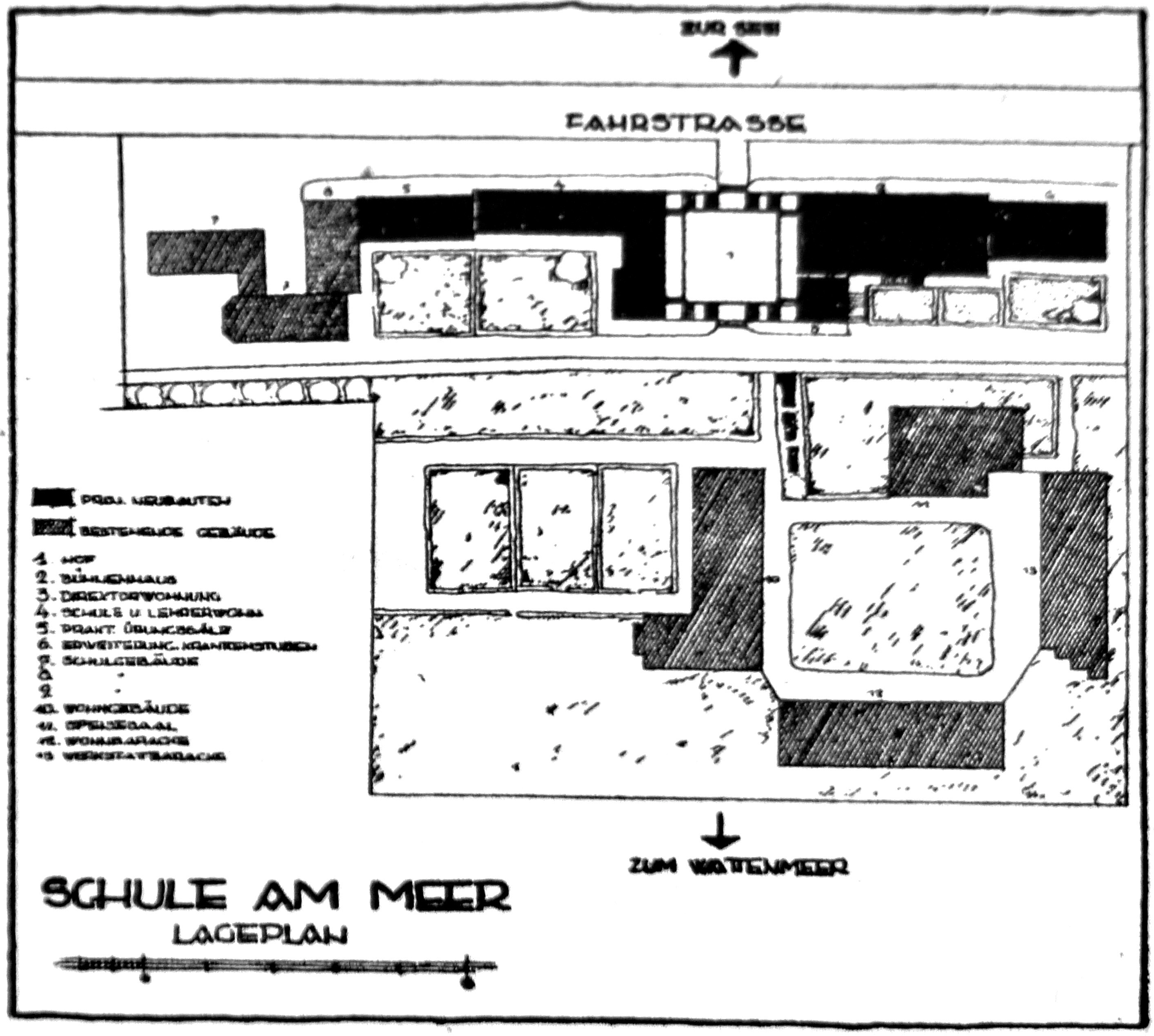
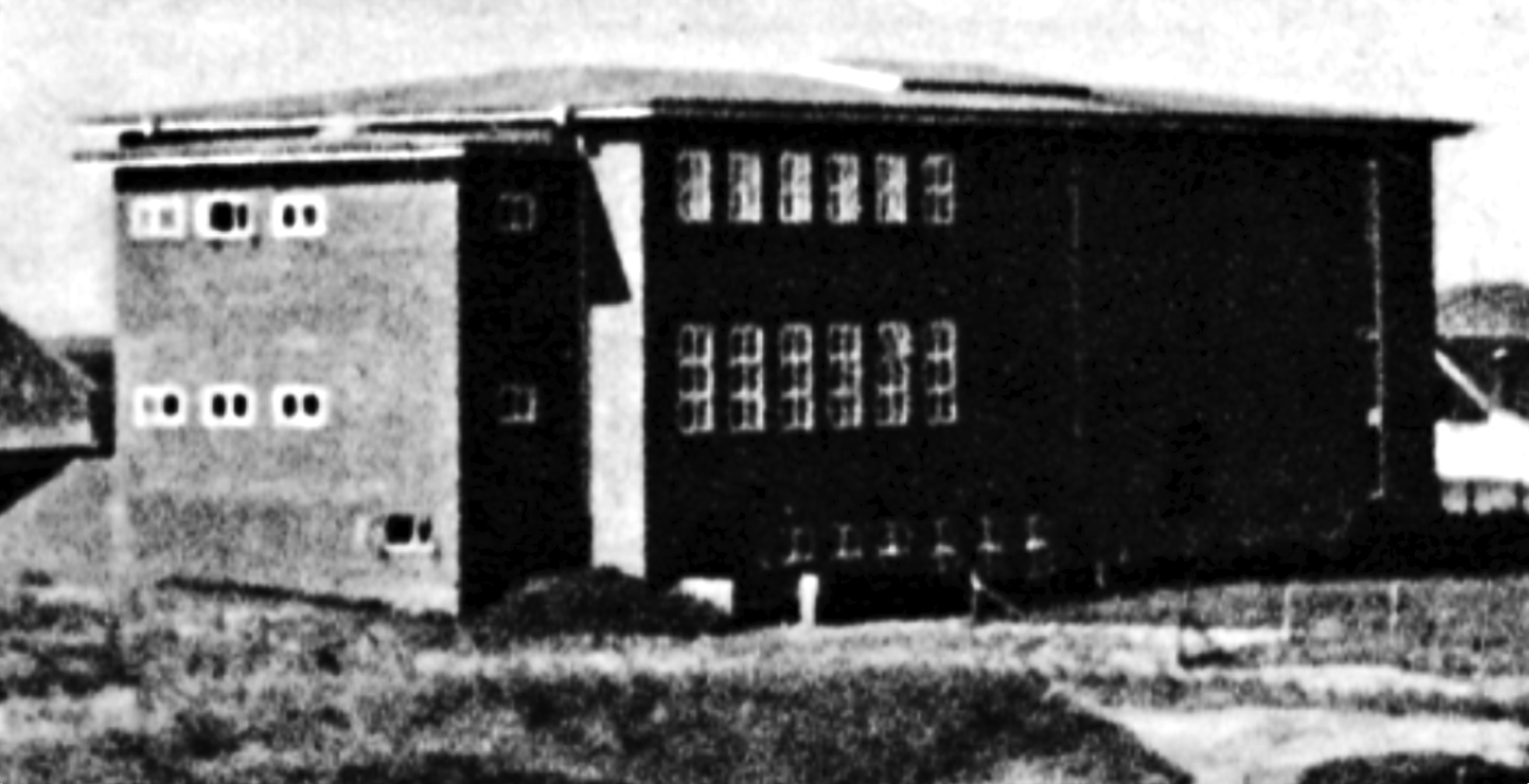
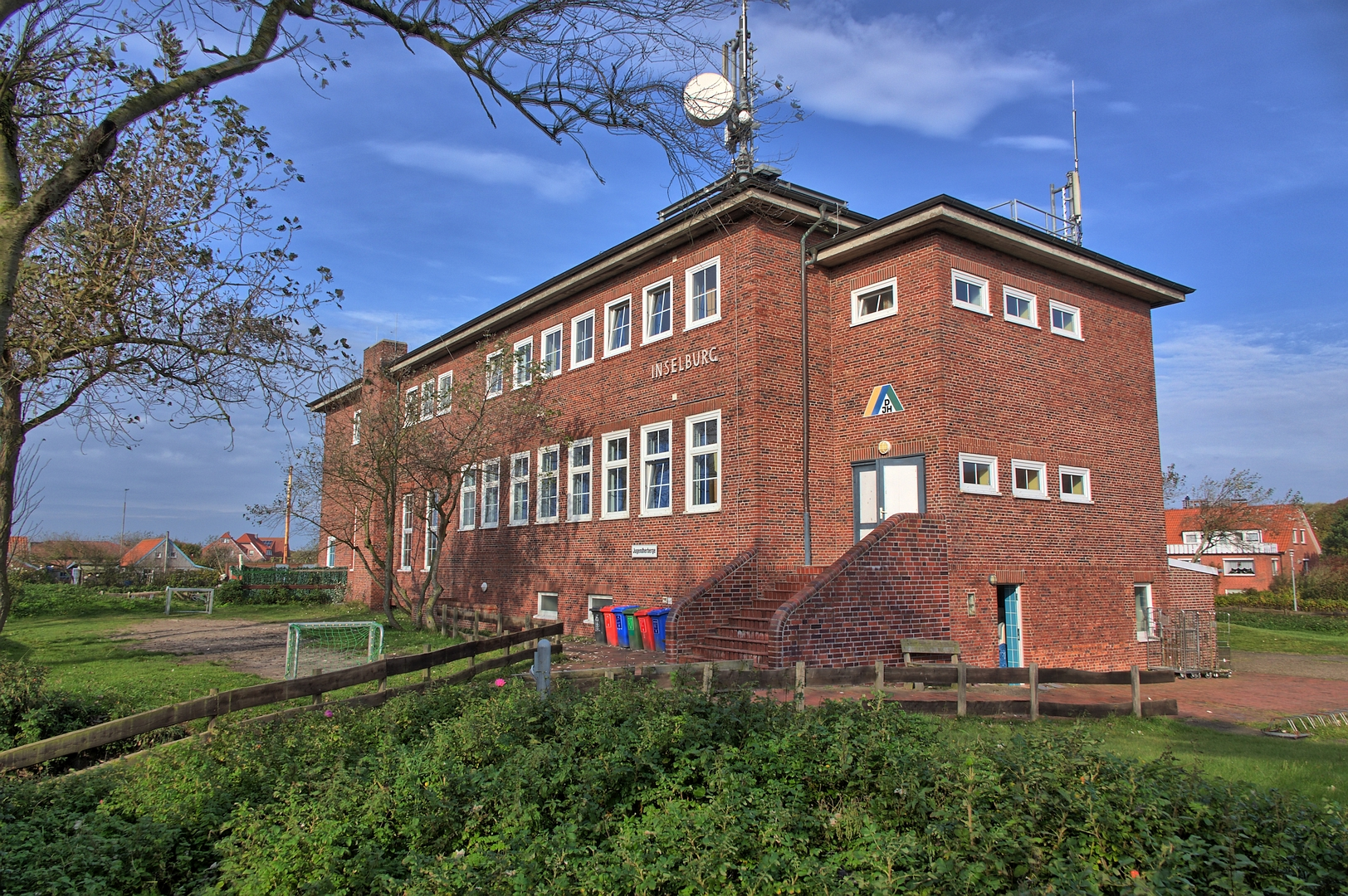
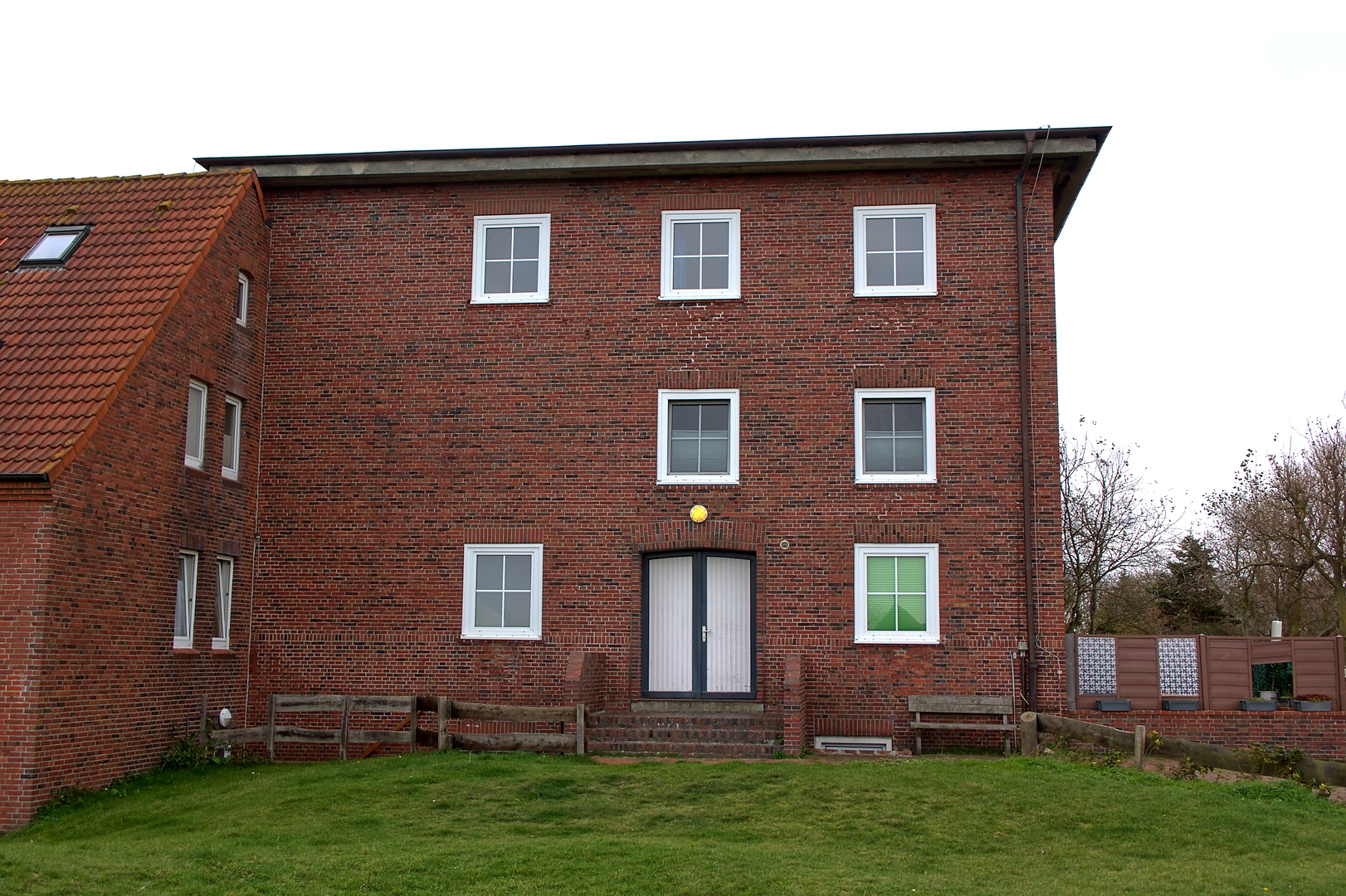
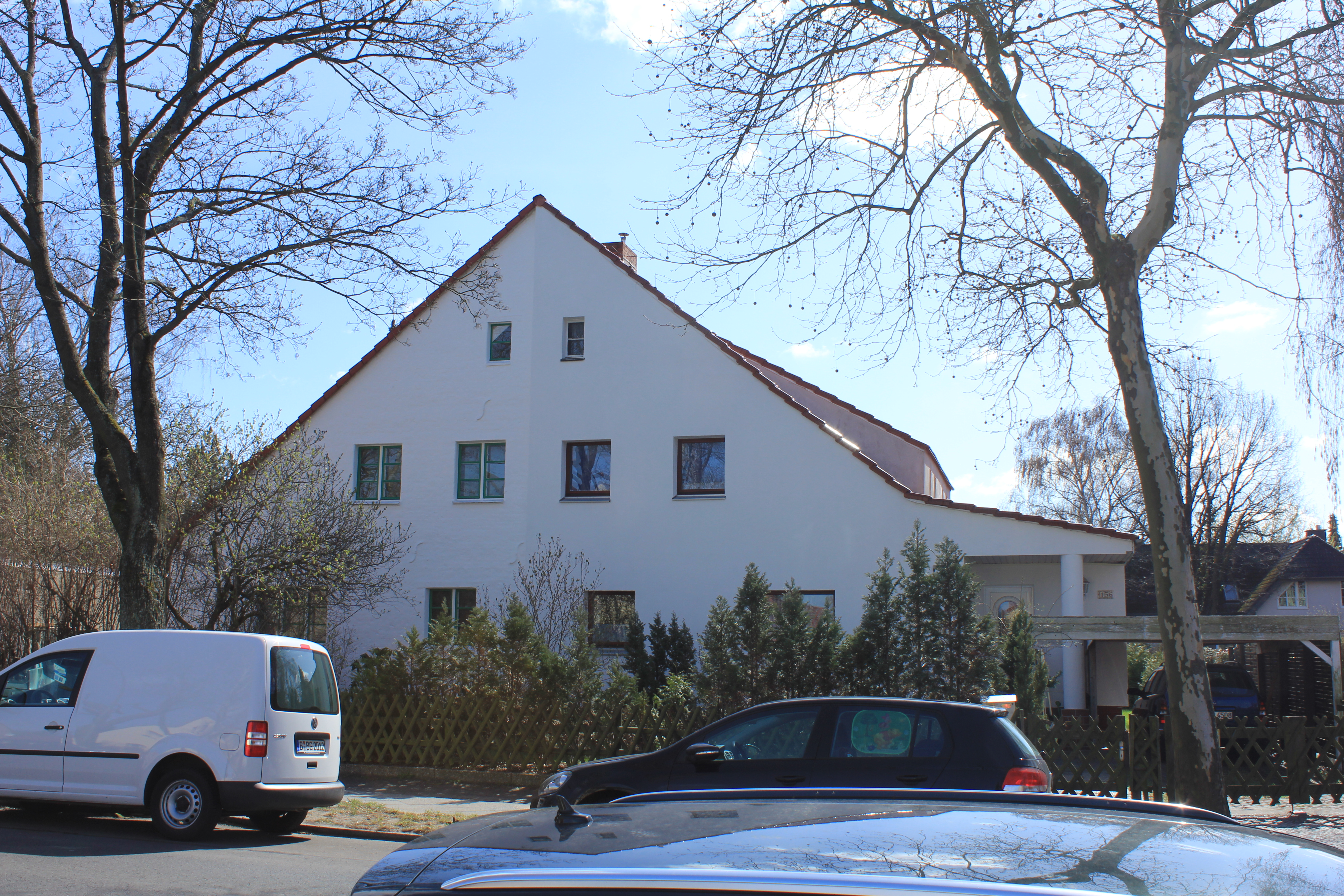
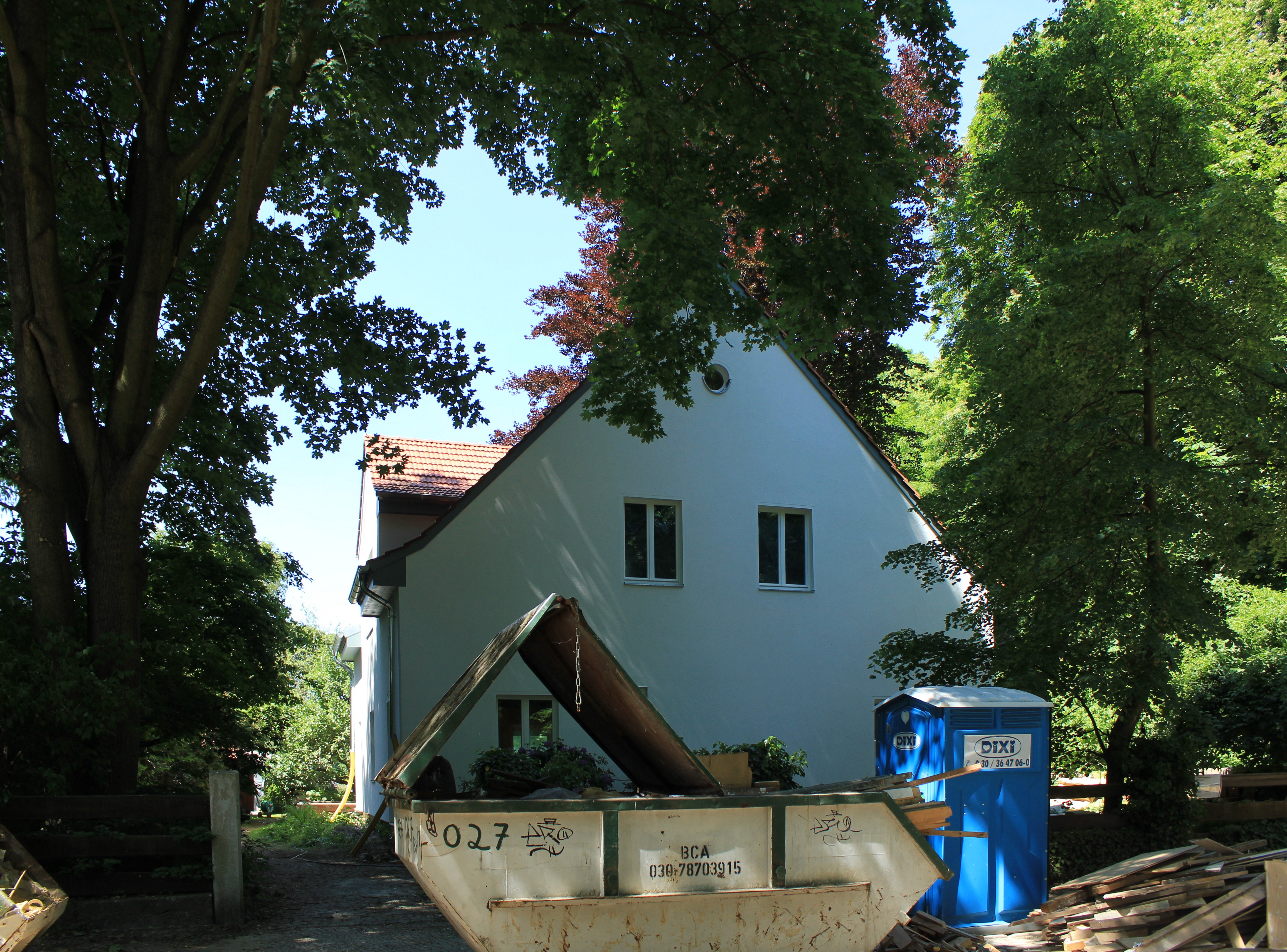
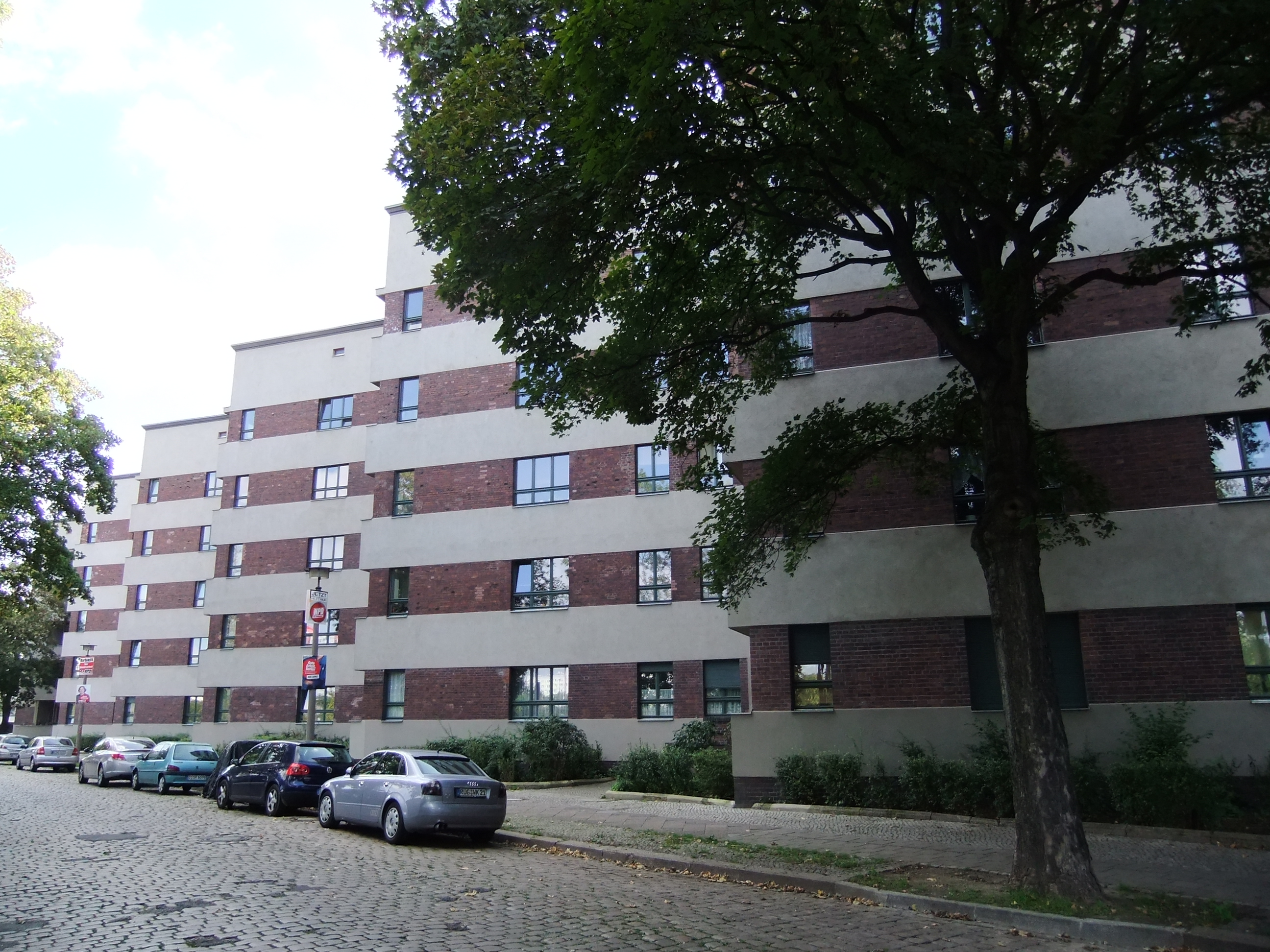